# 蓬镇
- 關於法国科多尔省市镇Pont，請見「蓬 (科多尔省)」。
- 關於法国芒什省市镇Ponts，請見「蓬村」。
- 關於中华人民共和国成都市双流区下属的一个乡镇，請見「彭镇 (成都市)」。
- 關於中华人民共和国铜川市宜君县下属的一个乡镇，請見「彭镇 (宜君县)」。

蓬镇（法語：Pons，法語發音：[pɔ̃]），法国西南部城市，新阿基坦大区滨海夏朗德省的一个市镇，隶属于容扎克区，其市镇面积为27.63平方公里，2022年1月1日时人口数量为4,308人，在法国城市中排名第2,646位。
蓬镇位于滨海夏朗德省南部，瑟涅河畔，是一个区域性的中心城市，沙特尔－波尔多铁路、A10高速公路以及多条省道在此交汇，同时也是圣雅各之路上的一站。法国作家泰奥多尔-阿格里帕·多比涅出生于蓬镇。

## 地名

### 中文译名
尽管中文译名为“蓬镇”，但其官方原名“Pons”中并无“城镇、市镇”之含义。
此外，“Pons”的常见发音为[pɔ̃]，但因翻译标准不同，蓬镇在中文谷歌地图以及《世界地名翻译大辞典》、《世界地名译名词典》等多个汉语资料中被译为蓬斯。

## 历史

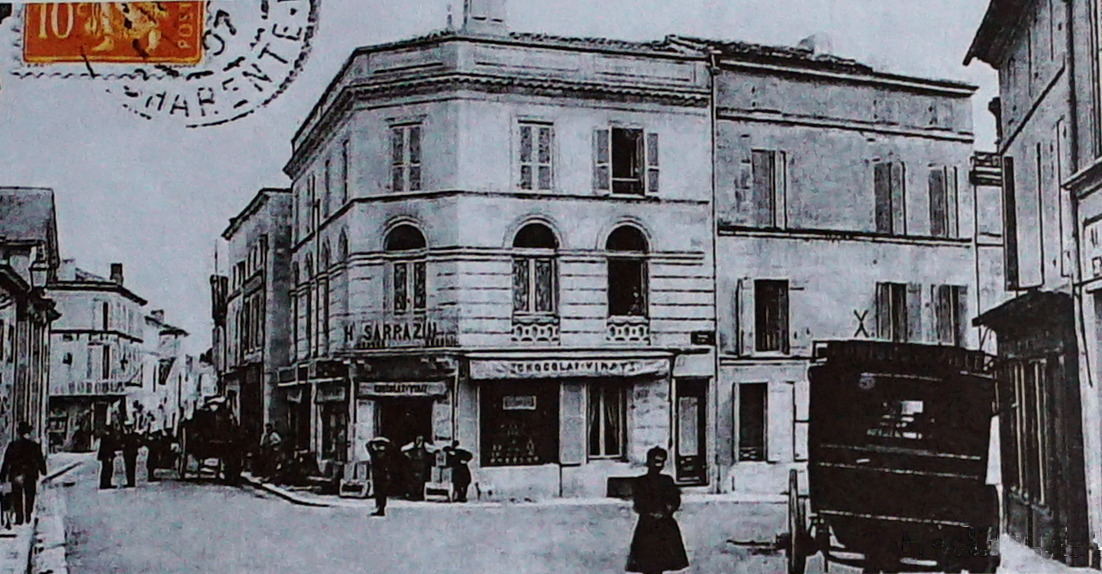
19世纪末的蓬镇街头

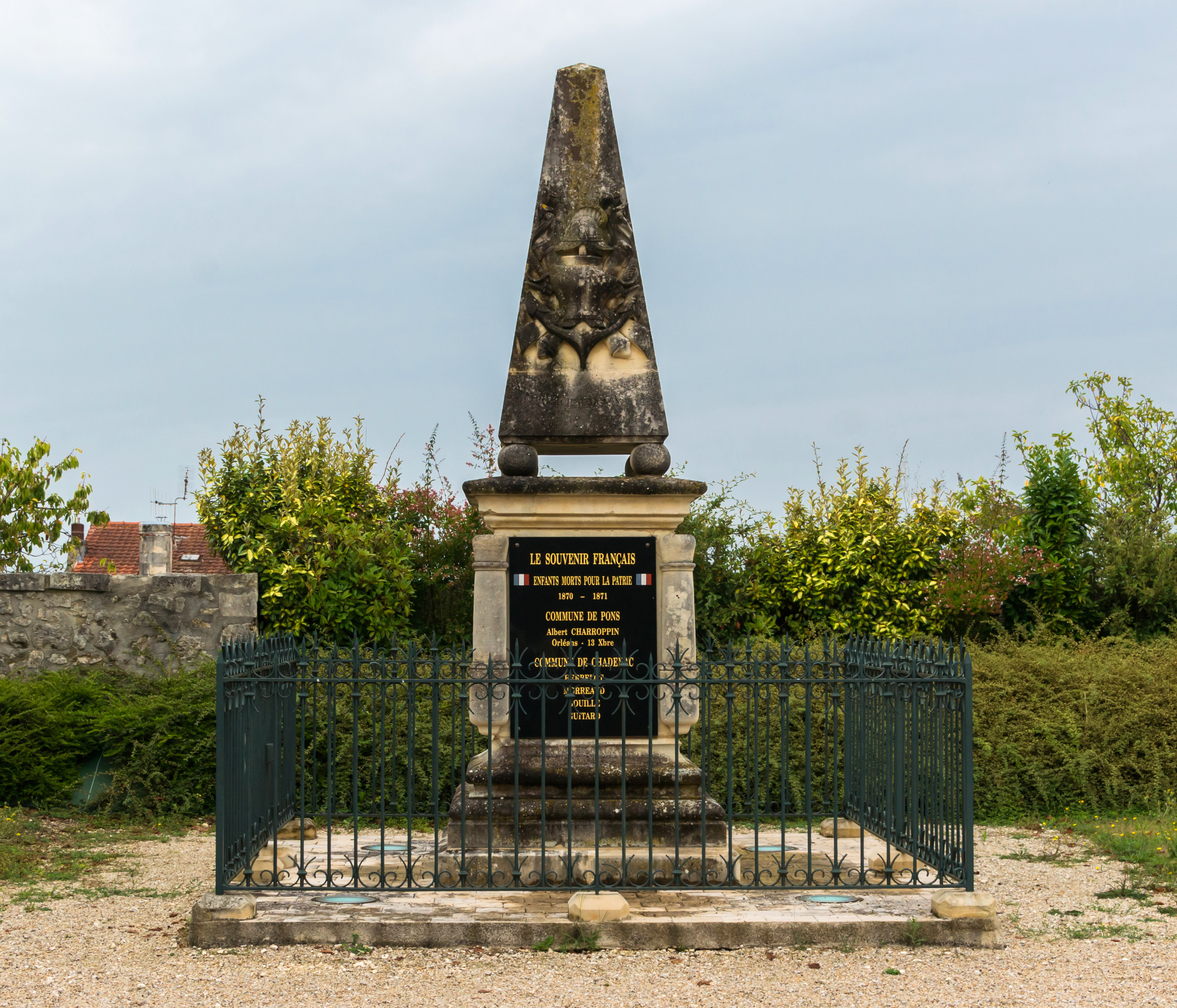
蓬镇烈士纪念碑

蓬镇所处的瑟涅河流域曾发掘有新石器时期的人类活动遗迹。古典时期，这里成为桑通人的主要活动范围，他们在苏特溪与塞涅河交汇处修建了一处城池，成为了这个部落的活动中心。罗马人入侵高卢后，蓬镇的桑通居民进行了顽强的抵抗，罗马军队在瑟涅河与夏朗德河交汇处附近兴建了梅迪奥拉努姆桑托努姆，并将其设立为阿基坦高卢的首府，而蓬镇则成为了一座具有独立权力的奥皮杜姆。此外，亦有一些历史学家认为罗马城邦诺维奥雷古姆的实际位置也应该在蓬镇附近。随着多条罗马道路的开辟，梅迪奥拉努姆桑托努姆逐渐取代了蓬镇，成为了这一地区的商贸中心。中世纪初，蓬镇长期为阿基坦的一处领地，公元12世纪时，该区域被金雀花王朝掌控。蓬镇领主若弗鲁瓦三世在理查一世的批准下将原有的家族城堡扩建为城塞，这项工程于1179年完工。与此同时，蓬镇境内出现了多处教堂及教会，并成为圣雅各之路西线的一个驿站。1242年，法兰西国王路易九世与英格兰国王亨利三世发生塔耶堡战役并取得成功，两者间签订了《蓬镇条约》（Traité de Pons），蓬镇及其所在的桑通日地区成为卡佩王朝的领地。1360年，根据《布勒丁尼条约》，蓬镇所处的阿基坦地区被英格兰军队控制，1372年，布列塔尼将军贝特朗·杜·盖克兰发动围城战，最终蓬镇重归法兰西王国。宗教战争期间，蓬镇再次遭到严重破坏，当地的新教徒教堂被没收，成为托钵修会的财产。法国大革命后，蓬镇成为内夏朗德省（1941年更名为滨海夏朗德省）的一个市镇，并在1790至1800年间为该省的一个地区行署。1868年，途径蓬镇的沙特尔－波尔多铁路建成通车，当地出现了多个工业部门，城市有所扩张。20世纪末期，随着通勤列车的开行，蓬镇逐渐发展成为桑特的一个远郊卫星城。2017年1月，蓬镇自桑特区划至容扎克区。2018年5月，瑟涅河发生洪水，蓬镇市镇范围内部分街区受到破坏。

## 地理

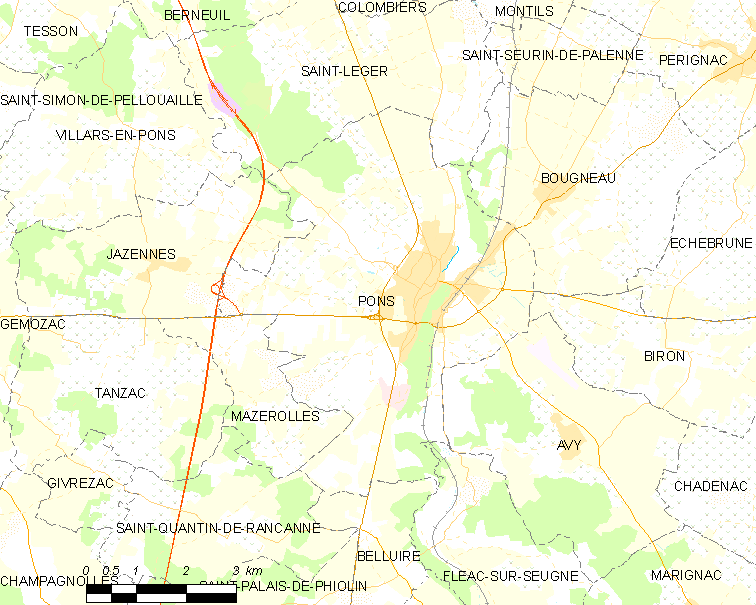
蓬镇市镇范围地图

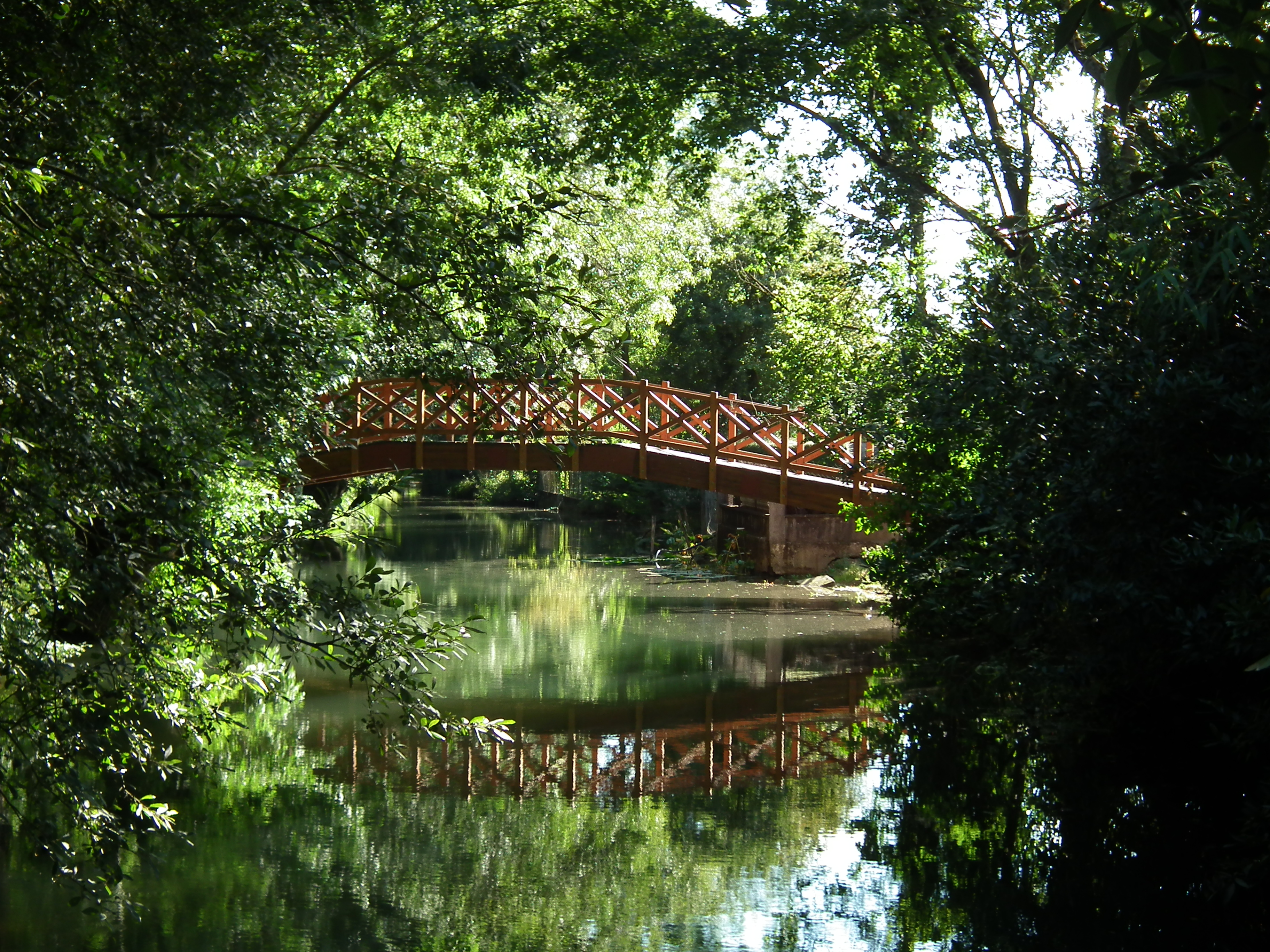
瑟涅河的一条支流

蓬镇位于法国西南部，新阿基坦大区西部偏北和滨海夏朗德省南部，距离省会拉罗谢尔大约95公里。与蓬镇接壤的市镇包括：维拉尔昂蓬、圣莱热、布尼欧、雅泽讷、马兹罗勒、比龙、贝吕尔、瑟涅河畔弗莱阿克和阿维。

### 地形
蓬镇位于桑通日腹地，境内以平原和浅丘为主，市镇中心地势自瑟涅河畔向两侧抬升，全境海拔在8到63米之间。

### 水文
蓬镇位于夏朗德河流域，其左岸支流瑟涅河自南向北流经蓬镇镇中心，该河在蓬镇境内呈辫状水系，并由此形成了多处河心岛。苏特溪自西向东在蓬镇注入瑟涅河。

### 植被
蓬镇属于温带阔叶混交林区，林地广泛分布于河流附近，部分区域被开辟为城市绿地。
在鲜花城市的评比中，蓬镇被评为3星级鲜花城市。

### 气候
蓬镇在柯本气候分类法中属于温带海洋性气候。
距离蓬镇最近的常年气象站位于萨利尼亚克境内，以下为该气象站的数据（其中日照数据取自干邑）：
| 萨利尼亚克 1981年－2019年 | 萨利尼亚克 1981年－2019年 | 萨利尼亚克 1981年－2019年 | 萨利尼亚克 1981年－2019年 | 萨利尼亚克 1981年－2019年 | 萨利尼亚克 1981年－2019年 | 萨利尼亚克 1981年－2019年 | 萨利尼亚克 1981年－2019年 | 萨利尼亚克 1981年－2019年 | 萨利尼亚克 1981年－2019年 | 萨利尼亚克 1981年－2019年 | 萨利尼亚克 1981年－2019年 | 萨利尼亚克 1981年－2019年 | 萨利尼亚克 1981年－2019年 |
| 月份                      | 1月                       | 2月                       | 3月                       | 4月                       | 5月                       | 6月                       | 7月                       | 8月                       | 9月                       | 10月                      | 11月                      | 12月                      | 全年                      |
| ------------------------- | ------------------------- | ------------------------- | ------------------------- | ------------------------- | ------------------------- | ------------------------- | ------------------------- | ------------------------- | ------------------------- | ------------------------- | ------------------------- | ------------------------- | ------------------------- |
| 历史最高温 °C（°F）       | 18.5 (65.3)               | 24.9 (76.8)               | 26.7 (80.1)               | 31.4 (88.5)               | 34.8 (94.6)               | 40 (104)                  | 39.9 (103.8)              | 40.6 (105.1)              | 37.3 (99.1)               | 30.2 (86.4)               | 23.8 (74.8)               | 20.4 (68.7)               | 40.6 (105.1)              |
| 平均高温 °C（°F）         | 9.7 (49.5)                | 11.3 (52.3)               | 14.7 (58.5)               | 17.3 (63.1)               | 21.4 (70.5)               | 25 (77)                   | 27.5 (81.5)               | 27.3 (81.1)               | 24 (75)                   | 19.3 (66.7)               | 13.3 (55.9)               | 10 (50)                   | 18.4 (65.1)               |
| 日均气温 °C（°F）         | 6.2 (43.2)                | 6.8 (44.2)                | 9.5 (49.1)                | 11.7 (53.1)               | 15.6 (60.1)               | 18.7 (65.7)               | 20.7 (69.3)               | 20.5 (68.9)               | 17.6 (63.7)               | 14.2 (57.6)               | 9.1 (48.4)                | 6.6 (43.9)                | 13.1 (55.6)               |
| 平均低温 °C（°F）         | 2.7 (36.9)                | 2.4 (36.3)                | 4.3 (39.7)                | 6.1 (43.0)                | 9.8 (49.6)                | 12.4 (54.3)               | 14 (57)                   | 13.6 (56.5)               | 11.1 (52.0)               | 9.1 (48.4)                | 4.9 (40.8)                | 3.1 (37.6)                | 7.8 (46.0)                |
| 历史最低温 °C（°F）       | −17.9 (−0.2)              | −23.2 (−9.8)              | −10.2 (13.6)              | −4.8 (23.4)               | −2.2 (28.0)               | 1.9 (35.4)                | 4 (39)                    | 4 (39)                    | −0.2 (31.6)               | −4 (25)                   | −10 (14)                  | −10.7 (12.7)              | −23.2 (−9.8)              |
| 平均降水量 mm（）         | 78.8 (3.10)               | 58.8 (2.31)               | 61.5 (2.42)               | 76.2 (3.00)               | 69.3 (2.73)               | 53.4 (2.10)               | 52.1 (2.05)               | 48.5 (1.91)               | 60.7 (2.39)               | 88.1 (3.47)               | 86.5 (3.41)               | 89.9 (3.54)               | 823.8 (32.43)             |
| 月均日照時數              | 83                        | 111.9                     | 162.4                     | 180.5                     | 215.9                     | 238.4                     | 249.9                     | 244.8                     | 199.2                     | 137.3                     | 91.2                      | 81.4                      | 1,995.9                   |
| 来源：infoclimat.fr       |                           |                           |                           |                           |                           |                           |                           |                           |                           |                           |                           |                           |                           |

## 行政区划
蓬镇是法国新阿基坦大区滨海夏朗德省的一个市镇，编号为17283。蓬镇隶属于容扎克区以及滨海夏朗德省第四选区，管理蓬镇县，同时也是上桑通日市镇公共社区的组成部分。
法国国家统计与经济研究所（简称）在进行数据统计时，将蓬镇单独设为蓬镇城市核心区以及蓬镇城市区。自2020年起，蓬镇城市区被包含8个市镇的蓬镇城市辐射区代替。此外，还将蓬镇市镇整体看作一个“块区”（IRIS），以便于统计人口分布情况。

## 交通

### 公路
A10高速公路经过蓬镇市区西部，通过36号出入口连接市区，此外多条滨海夏朗德省省道在蓬镇境内交汇。新阿基坦大区下属的城际客运提供校车巴士线路，可前往周边部分市镇。
| 36 | 4.5 |

| 拉罗谢尔 | 95 |

| 桑特 | 23 |

| 干邑 | 26 |

| 阿尔希亚克 | 23 |

| 科兹 | 24 |

| 容扎克 | 20 |

2018年，67.1%的蓬镇家庭拥有至少一辆私人汽车。2019年，蓬镇境内共发生各类交通事故2起，造成1人遇难，1人受伤。

### 铁路

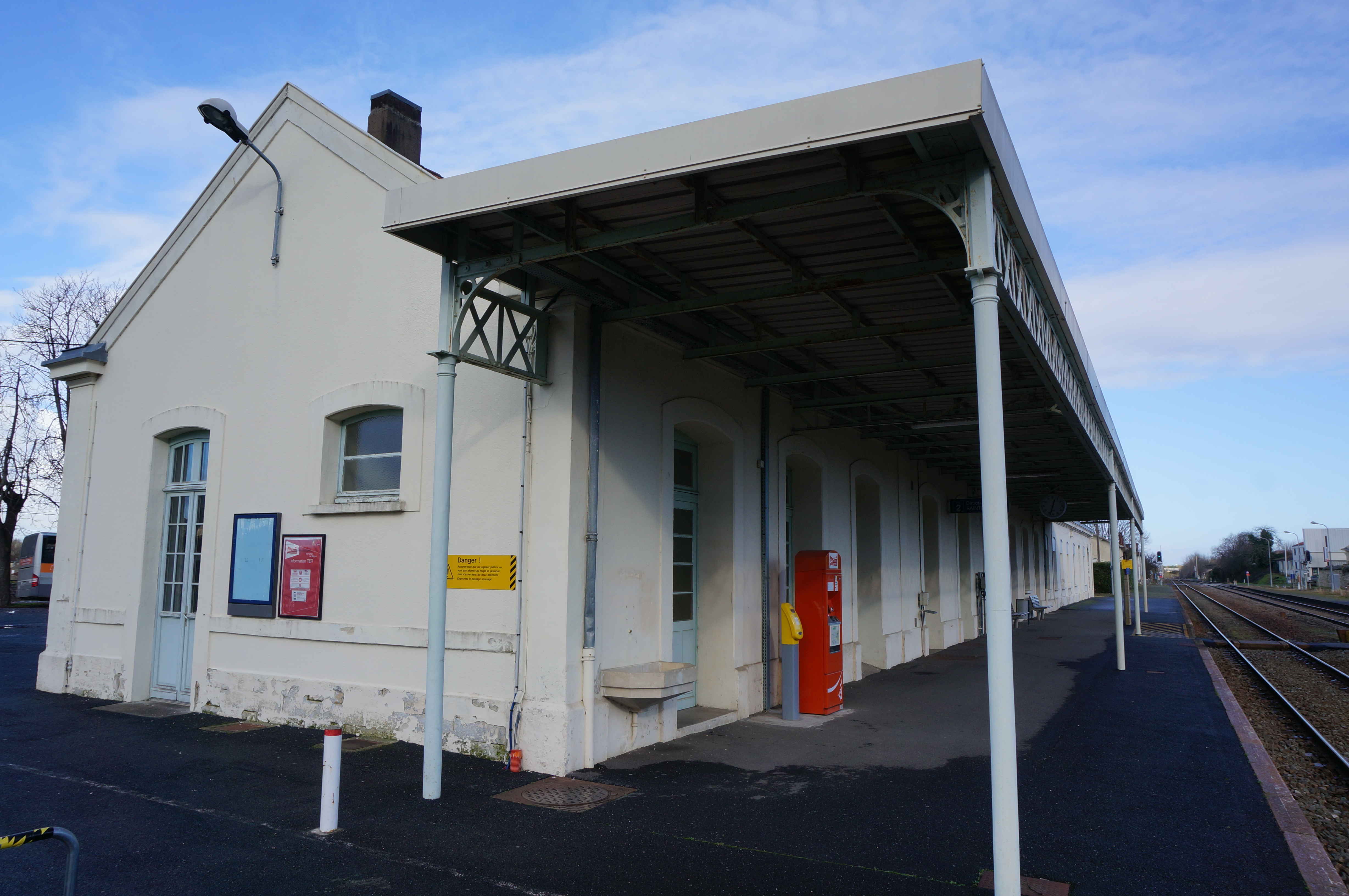
蓬镇火车站

蓬镇位于沙特尔－波尔多铁路上。蓬镇站位于市区东部，停靠往返于拉罗谢尔和波尔多一线的区域列车。

### 航空
距离蓬镇最近的民用航空站为拉罗谢尔机场，距离蓬镇市中心的公路里程约99公里。

### 城市公共交通
截至2022年5月，蓬镇暂无城市公共交通系统。

## 政治

### 市政内阁

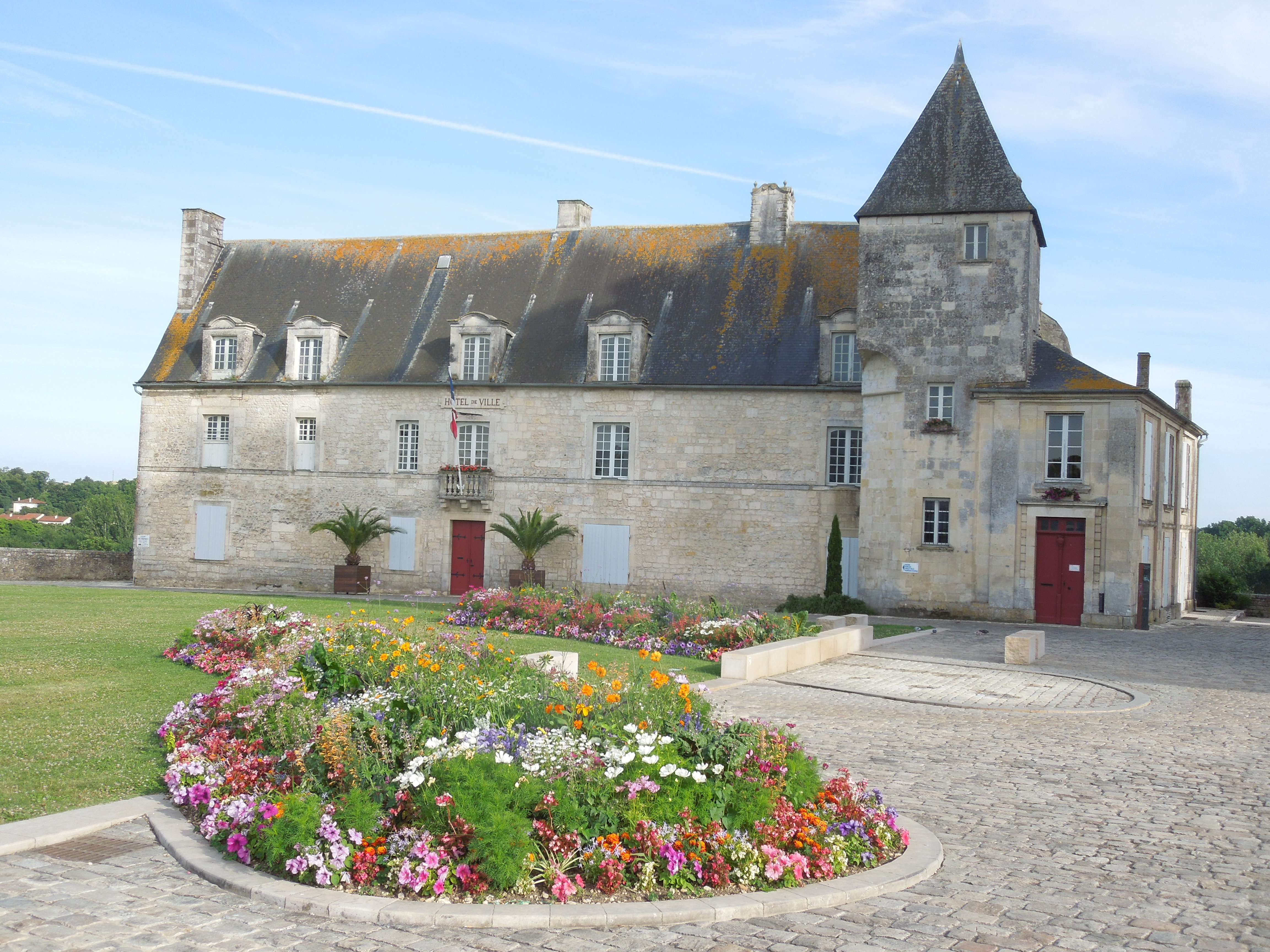
蓬镇市政厅

蓬镇的现任市长为雅奇·博通先生（Jacky BOTTON），他是一名无党派人士，在2020年的市政选举中获得了78.36%的支持率。
| 蓬镇历届市长   | 蓬镇历届市长                                          | 蓬镇历届市长                     |
| 任期           | 市长                                                  | 党派                             |
| -------------- | ----------------------------------------------------- | -------------------------------- |
| 1944年－1947年 | Raymond BAILLOU 雷蒙·巴尤                             | 不详                             |
| 1947年－1948年 | Gabriel PERRIER 加布里埃尔·皮埃尔                     | DVD右翼无党派人士                |
| 1948年－1959年 | Marc DULIN 马克·迪兰                                  | RAD激进党                        |
| 1959年－1965年 | Roger-Pierre PELLEVOISIN 罗歇-皮埃尔·佩勒瓦桑         | RAD激进党                        |
| 1965年－1971年 | Jacques DAZORT 雅克·达佐尔                            | 不详                             |
| 1971年－1977年 | Maurice LAMBERT 莫里斯·朗贝尔                         | 不详                             |
| 1977年－1983年 | André GUILLOTEAU 安德烈·居约托                        | 不详                             |
| 1983年－1995年 | Fernand-Pierre DELAPEYRONNIE 费尔南-皮埃尔·德拉佩罗尼 | RPR保衛共和聯盟                  |
| 1995年－2008年 | Daniel LAURENT 达尼埃尔·洛朗                          | RPR保衛共和聯盟 →UMP人民运动联盟 |
| 2008年－2014年 | Henri MÉJEAN 亨利·梅让                                | 無黨籍                           |
| 2014年－2017年 | Daniel LAURENT 达尼埃尔·洛朗                          | UMP人民运动联盟 →LR共和黨        |
| 2017年－2018年 | Jean-Luc DIBAR 让-吕克·迪巴尔                         | UDI民主人士和独立人士联盟        |
| 2019年－       | Jacky BOTTON 雅奇·博通                                | 無黨籍                           |

### 各级选举
| 蓬镇历届投票选举结果 | 蓬镇历届投票选举结果 | 蓬镇历届投票选举结果 | 蓬镇历届投票选举结果 | 蓬镇历届投票选举结果             | 蓬镇历届投票选举结果 | 蓬镇历届投票选举结果 | 蓬镇历届投票选举结果             | 蓬镇历届投票选举结果 | 蓬镇历届投票选举结果 |
| 选举项目             | 选举范围             | 选区单位             | 选举结果             | 选举结果                         | 选举结果             | 选举结果             | 选举结果                         | 选举结果             | 参考资料             |
| 选举项目             | 选举范围             | 选区单位             | 第一轮胜出者         | 第一轮胜出者                     | 支持率               | 第二轮胜出者         | 第二轮胜出者                     | 支持率               | 参考资料             |
| -------------------- | -------------------- | -------------------- | -------------------- | -------------------------------- | -------------------- | -------------------- | -------------------------------- | -------------------- | -------------------- |
| 2017年法國總統選舉   | 法國                 | 市镇                 |                      | 玛丽娜·勒庞                      | 24.52%               |                      | 埃马纽埃尔·马克龙                | 59.72%               | [ 32 ]               |
| 2017年法国立法选举   | 滨海夏朗德省第四选区 | 市镇                 |                      | 拉斐尔·热拉尔                    | 29.85%               |                      | 拉斐尔·热拉尔                    | 52.12%               | [ 32 ]               |
| 2019年欧洲议会选举   | 法國                 | 市镇                 |                      | 若尔当·巴尔代拉                  | 28.92%               | （不适用）           | （不适用）                       | （不适用）           | [ 34 ]               |
| 2021年法国省级选举   | 滨海夏朗德省         | 县                   |                      | 雅奇·博通 玛丽-克里斯蒂安娜·比罗 | 30.91%               |                      | 雅奇·博通 玛丽-克里斯蒂安娜·比罗 | 52.4%                | [ 35 ]               |
| 2021年法国省级选举   | 滨海夏朗德省         | 市镇                 |                      | 雅奇·博通 玛丽-克里斯蒂安娜·比罗 | 51.09%               |                      | 雅奇·博通 玛丽-克里斯蒂安娜·比罗 | 69.38%               | [ 35 ]               |
| 2021年法国大区选举   |                      | 市镇                 |                      | 阿兰·鲁塞                        | 25.08%               |                      | 阿兰·鲁塞                        | 40.73%               | [ 36 ]               |
| 2022年法国总统选举   | 法國                 | 市镇                 |                      | 玛丽娜·勒庞                      | 31.74%               |                      | 玛丽娜·勒庞                      | 51.54%               | [ 32 ]               |
| 2022年法国立法选举   | 滨海夏朗德省第四选区 | 市镇                 |                      | 拉斐尔·热拉尔                    | 29.43%               |                      | 拉斐尔·热拉尔                    | 52.15%               | [ 32 ]               |

## 人口
2020年，蓬镇市镇人口数量为4,206，在法国排名第2,646位。其中男性2,021人，女性2,182人，75岁及以上人口占14.3%，外籍人口数量为173人，人口密度为152人/平方公里，当地居民被称为（男性）或（女性）。2020年，蓬镇境内出生30人，死亡人口69人。
| 蓬镇1901年－2020年人口变化情况 |
|                                |
| 数据来源：Cassini、INSEE       |

## 经济

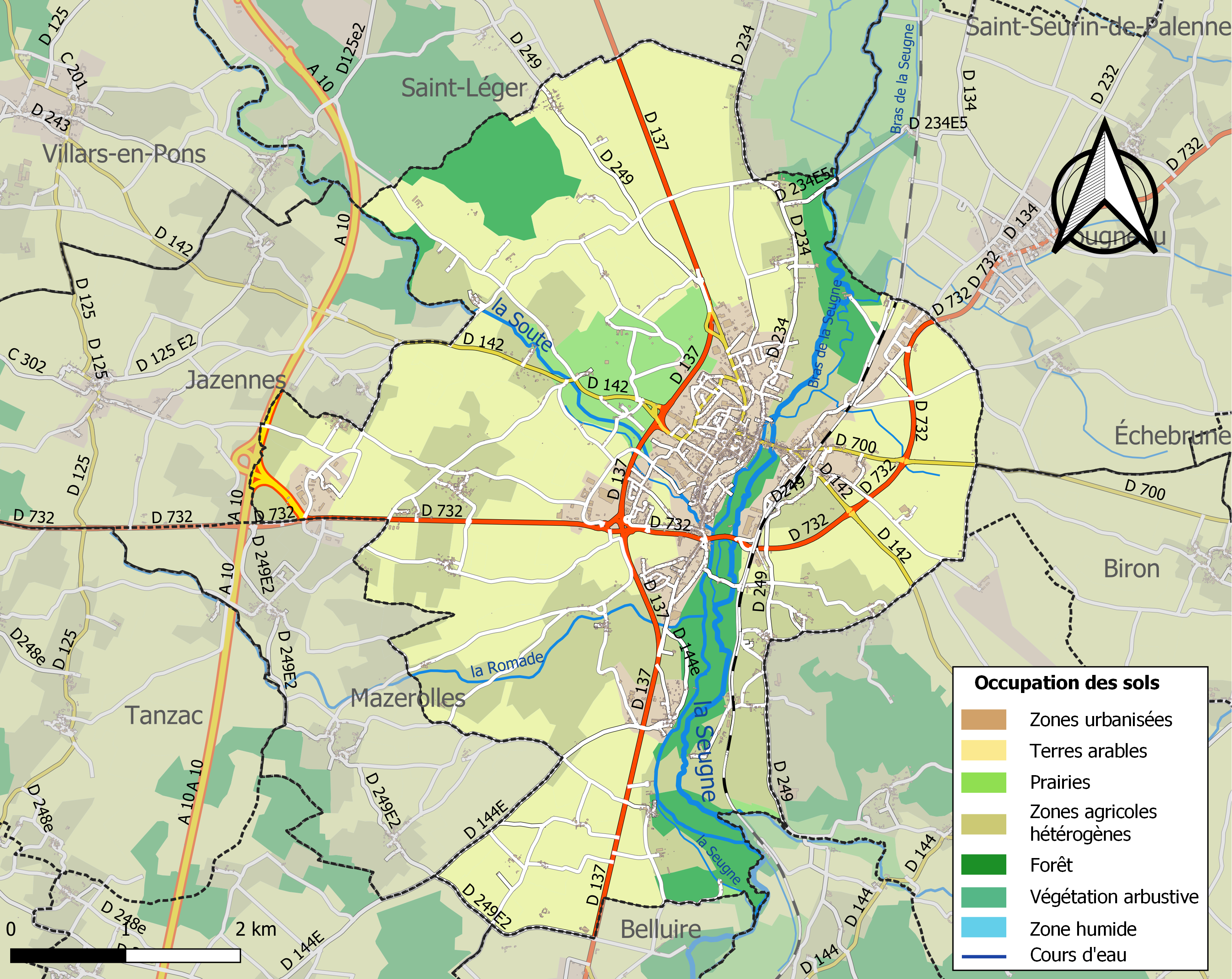
蓬镇土地利用情况地图

蓬镇是一个区域性的中心城市。截止2022年5月，蓬镇市镇范围内共有各类用人单位（包含自雇）800家，平均历史为17年，其中97.92%为中小型企业（PME），2022年3月至5月间，当地的经济活力指数为1.50%。（蒸馏酒）、（电气）及（财会）是当地2021年营业额最高的三个企业，分别为84,096,627欧元909,405欧元和223,270欧元。

## 财政与居民收入
2020年，蓬镇的财政收入总额为6,392,030欧元，财政支出总额为5,732,520欧元，当年的债务总额为2,648,090欧元。2021年，蓬镇共获得1,027,254欧元的国家财政补助，比上一年增加了0.28%。
2019年，蓬镇的人均月收入总额为1,904欧元，其中高级职员为3,026欧元，低于法国平均水平（4,230欧元）；中级职员为2,200欧元，低于法国平均水平（2,411欧元）；普通职员为1,661欧元，亦低于法国平均水平（1,740欧元）。
2018年，蓬镇境内的青壮年（15至64岁）失业率为18.5%，当地39.0%的家庭拥有纳税资格，平均纳税1,755欧元，低于法国平均水平（3,910欧元）。

## 社会事务

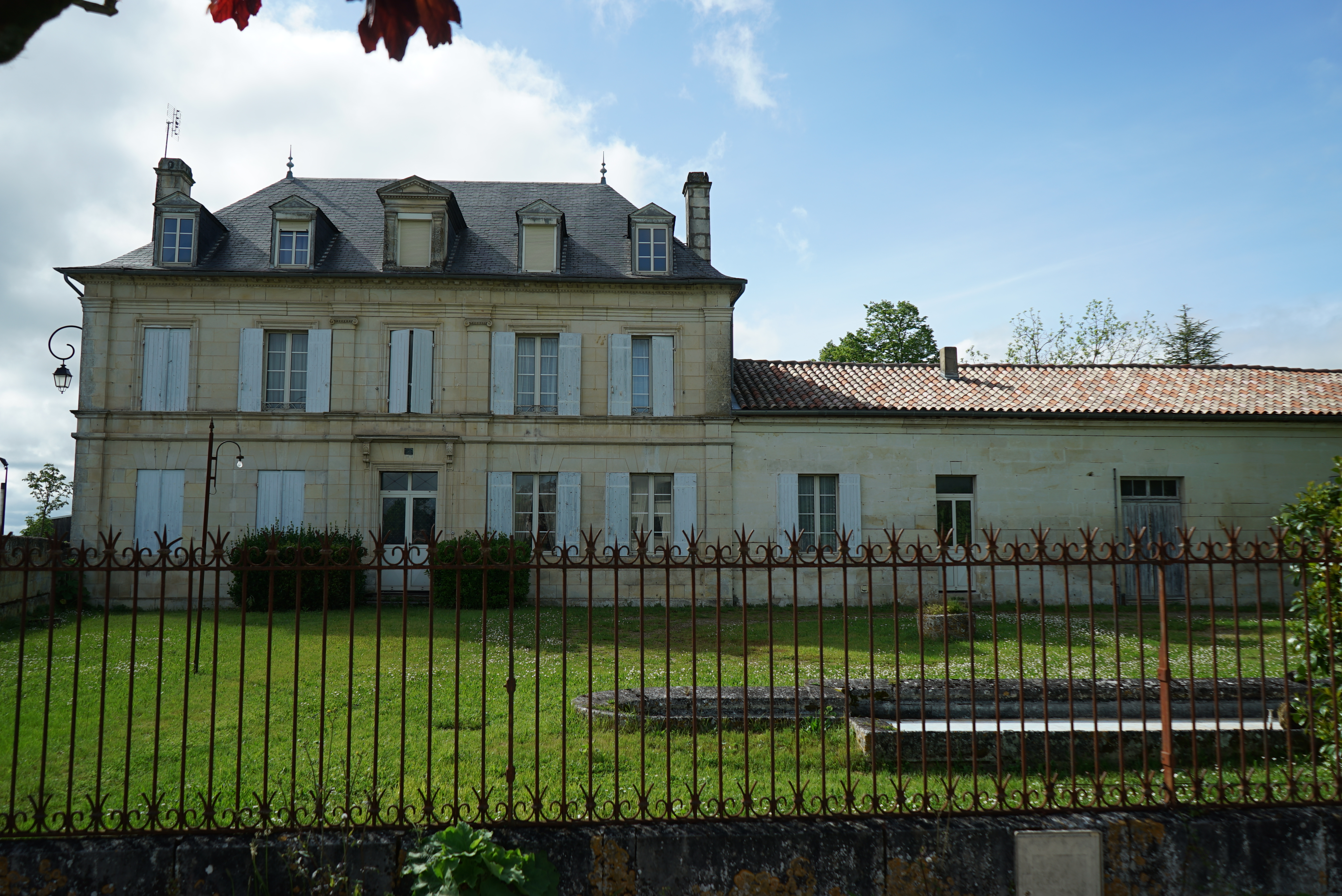
蓬镇的一所高级中学

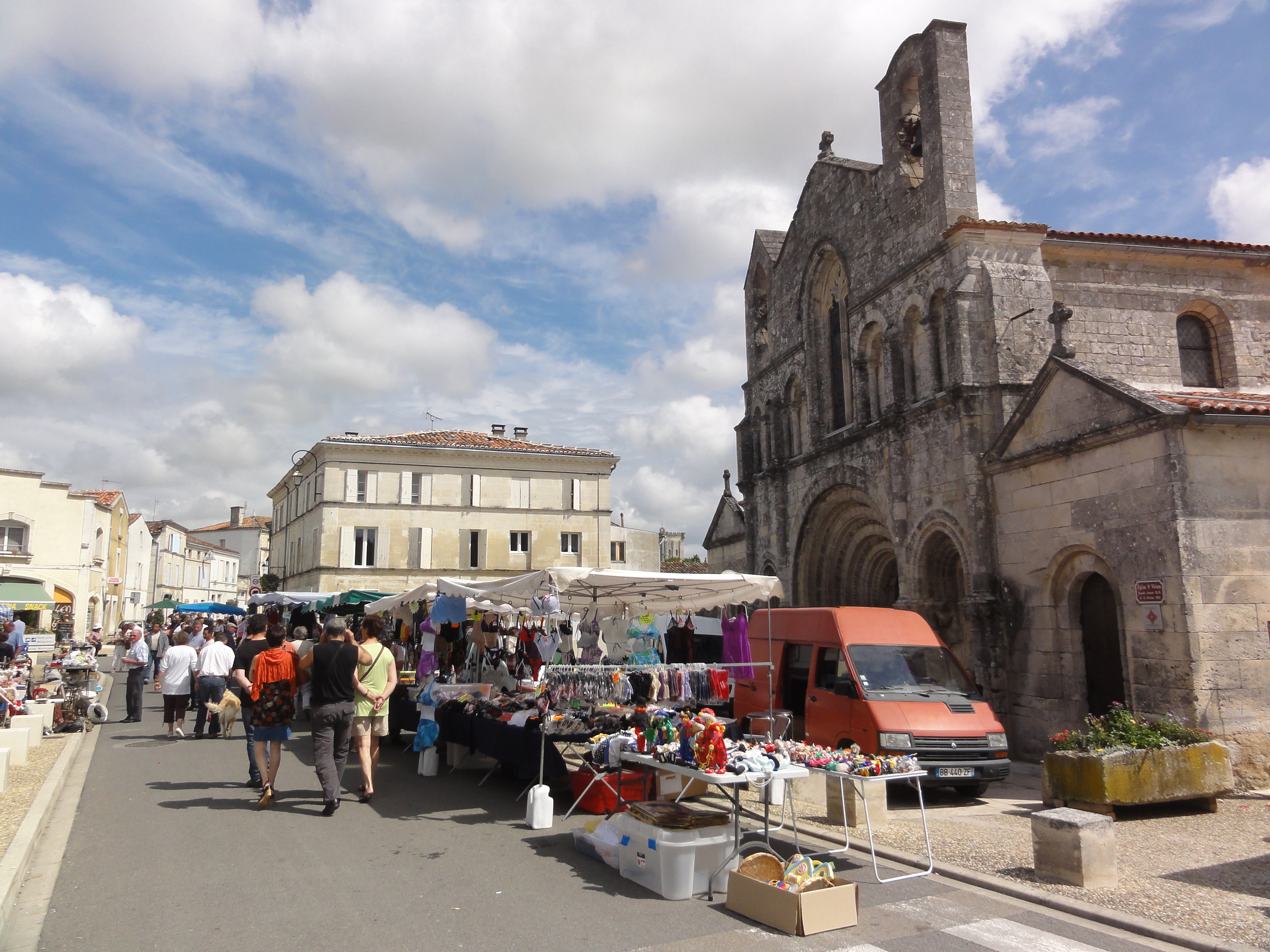
圣维维安教堂及其前方的集市

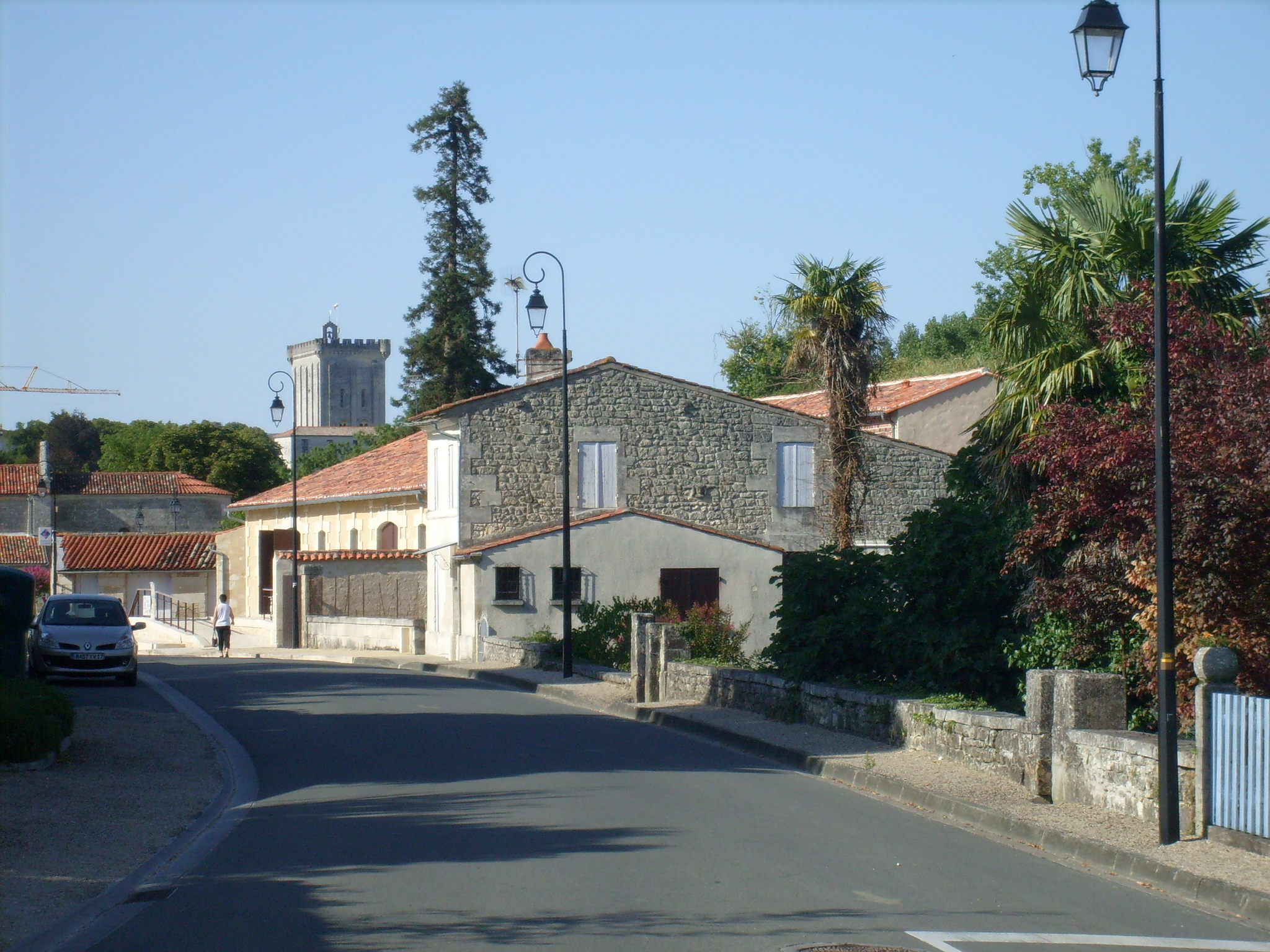
蓬镇市区的一条街道

### 教育
蓬镇属于普瓦捷学区。截止2020年1月1日，蓬镇境内共有1所幼儿园、2所小学、1所初级中学和1所普通高中。2018至2019学年度，蓬镇境内共有在校中等教育阶段学生1,334名。

### 医疗
截止2020年1月1日，蓬镇境内共有全科医生7名、保健师5名、牙医4名、护士10名和助产士2名。境内共有药房2家、养老院2家。
距离蓬镇最近的区域性医疗机构为容扎克中心医院（Centre Hospitalier de Jonzac），其主病区位于容扎克市区，距离蓬镇市区的正常车程约20分钟，该院设有床位149个，是当地规模最大的公立综合性医院。

### 住房
2018年，蓬镇境内共有各类住房2,633套，其中73.3%为独立式居民区，25.4%为集中式居民区。常住房屋占蓬镇市镇范围内居民建筑总量的81.7%。
在住房保障政策方面，2020年，蓬镇境内共有472户家庭获得了住房经济补助，受益人数占总人口数量的11.2%，其中456份为房租补助。

### 商业
2019年，蓬镇境内共有各类实体商铺153家，其中餐厅16家、大型超市4家、杂货店1家、面包房5家、肉铺1家、书店1家、银行门店5家、美容美发店9家、汽车维修店20家。市区西部建有E.Leclerc和Aldi购物商场。

### 体育
2020年，蓬镇境内共有1家游泳池、1间体育馆、1座综合体育场、4处网球场、1处马术场、2处足球或橄榄球场以及2处篮球或排球场。
截至2022年5月，蓬镇体育联盟（US Pons，编号507258）是当地唯一的注册足球俱乐部。该队成立于1941年，其主队2022至2023赛季参加滨海夏朗德省足球联赛乙组（法国第十级别），其主场为罗歇·佩勒瓦桑球场（Stade Roger Pellevoisin）。

### 环境
蓬镇的环境事务由其所属的上桑通日市镇公共社区负责。2019年，蓬镇境内共有1家污染企业。

### 治安
2019年，蓬镇市镇范围内有1处宪兵队。
蓬镇所在地是容扎克国家宪兵队（zone gendarmerie de Jonzac）的管辖范围。2020年，该宪兵队辖区内共133个市镇累计发生各类案件2,332起，其中盗窃类案件1,198起，经济类案件317起，毒品交易类案件154起。

## 文化
2020年，蓬镇境内有1家电影院。蓬镇市政府提供皮埃尔·瑟尼尤多媒体中心（Médiathèque Pierre Senillou），每周一、二、三、五、六向公众开放。

### 建筑
蓬镇境内有多处历史建筑，其中法国国家文物保护单位包括于松城堡、蓬镇城堡（Château de Pons，现为蓬镇市政厅所在地）等，城堡附近的蓬镇碉楼是当地的地标性建筑物。

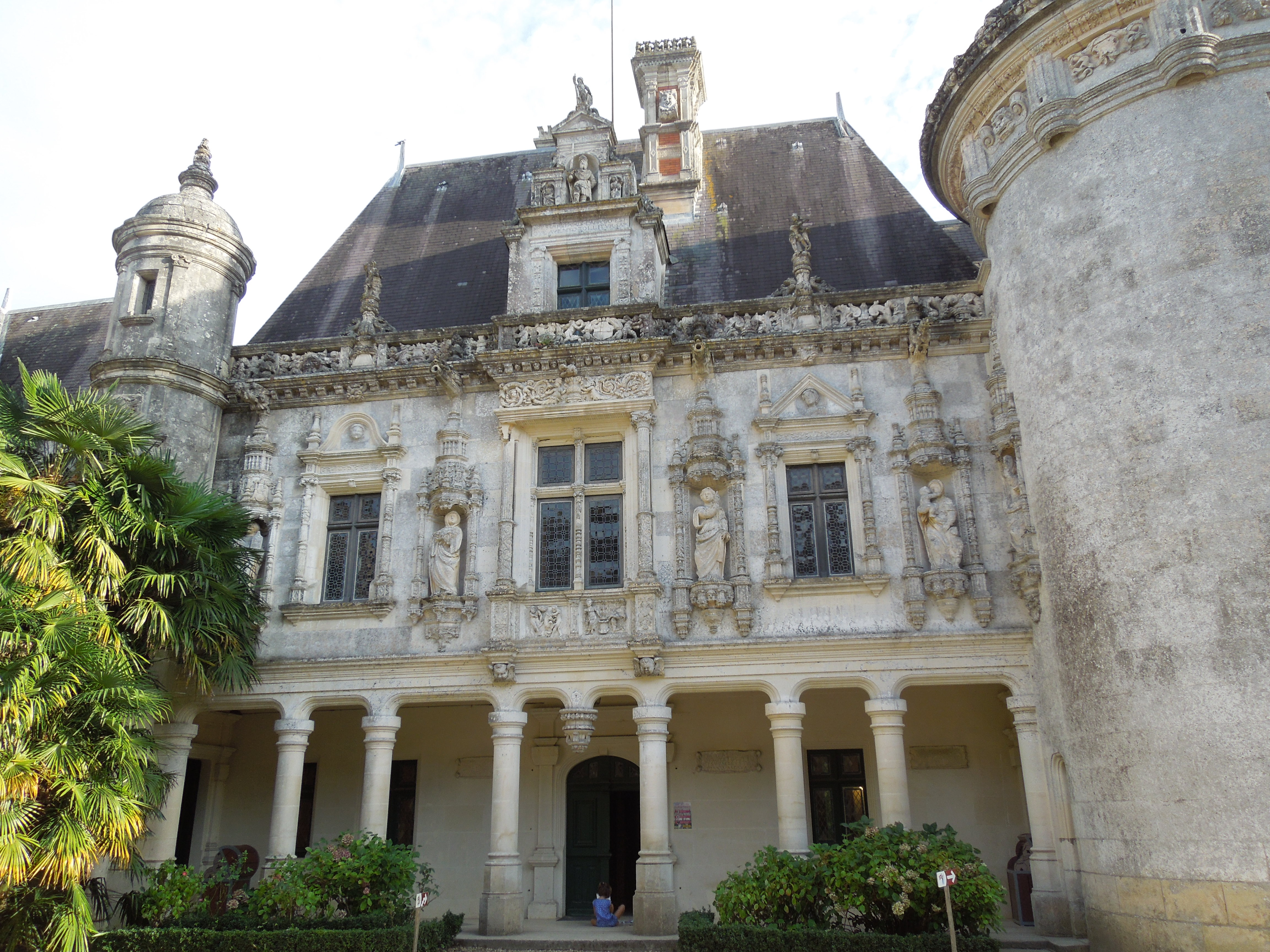
于松城堡（法语：Château d'Usson (Charente-Maritime)）
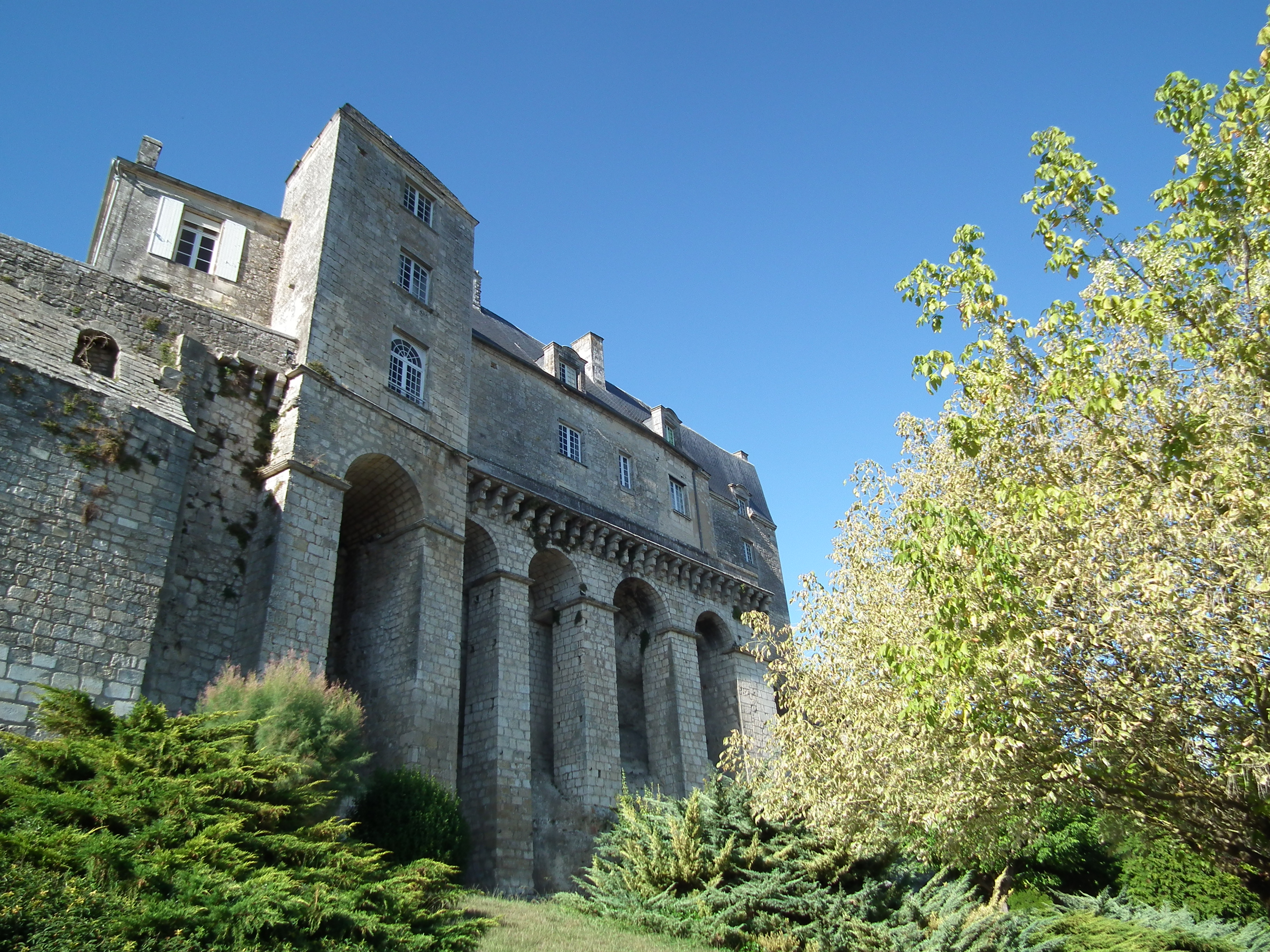
蓬镇城堡
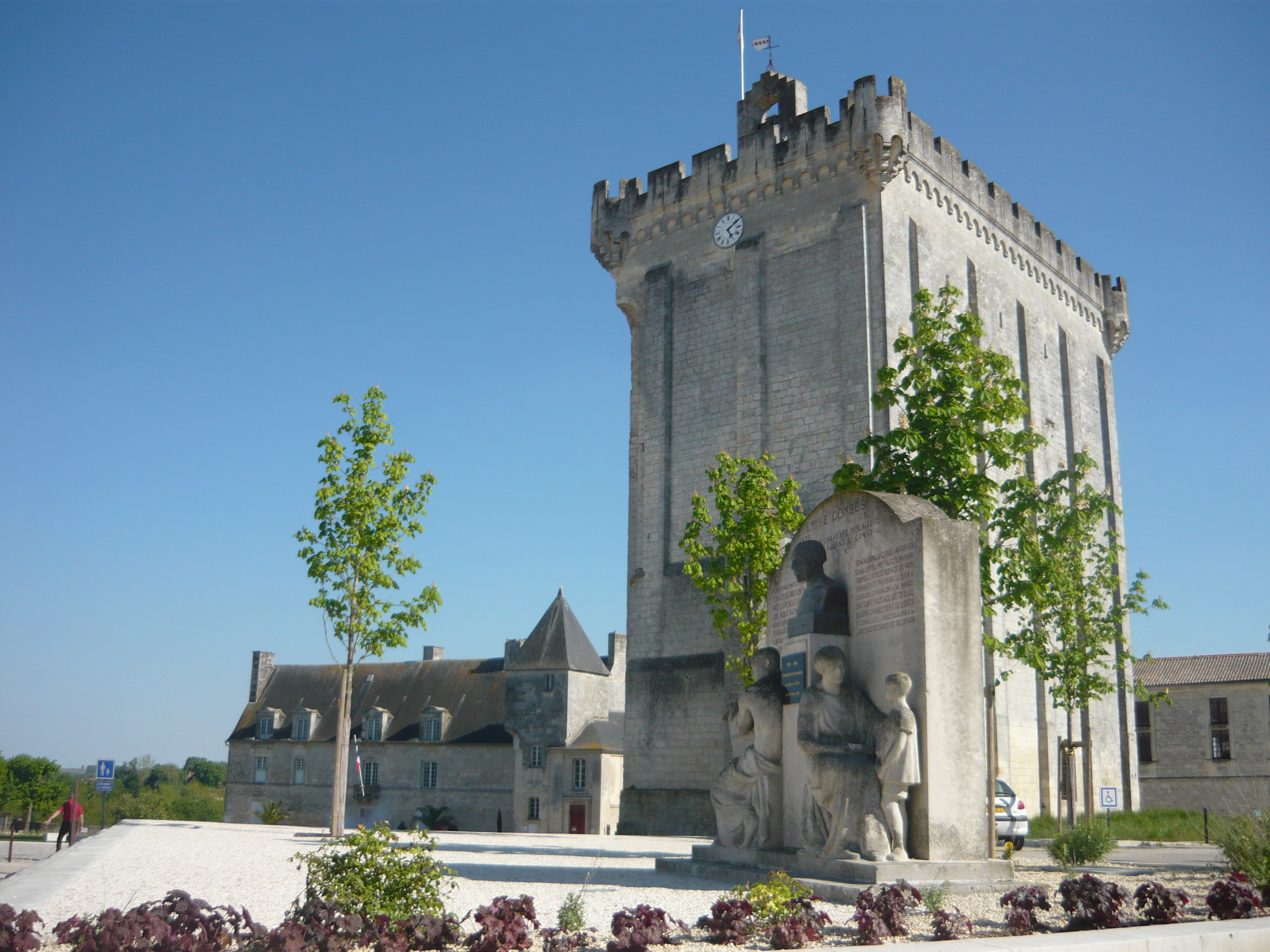
蓬镇碉楼（法语：Donjon de Pons）
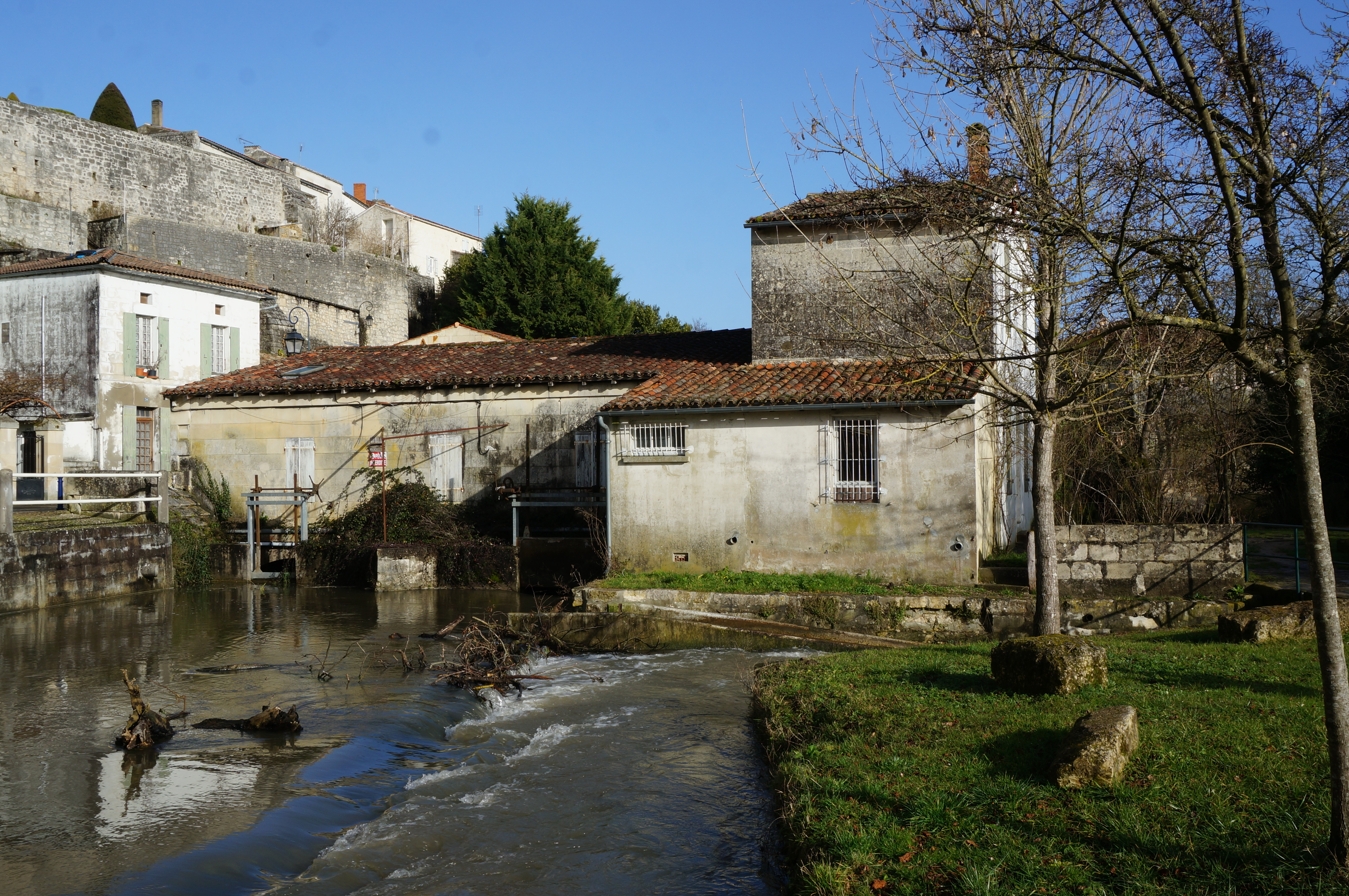
塔楼磨坊
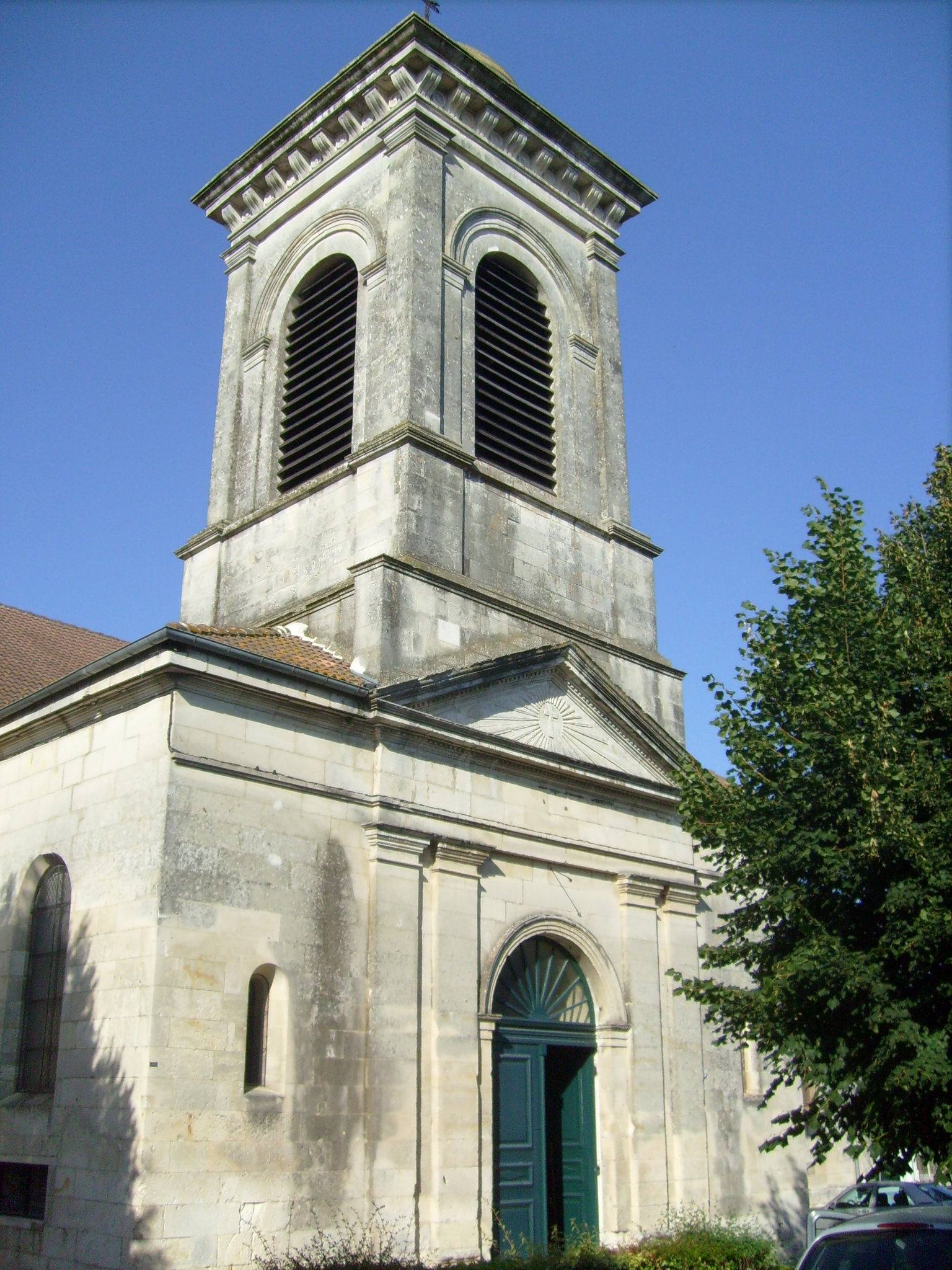
圣马丁教堂（法语：Église Saint-Martin de Pons）
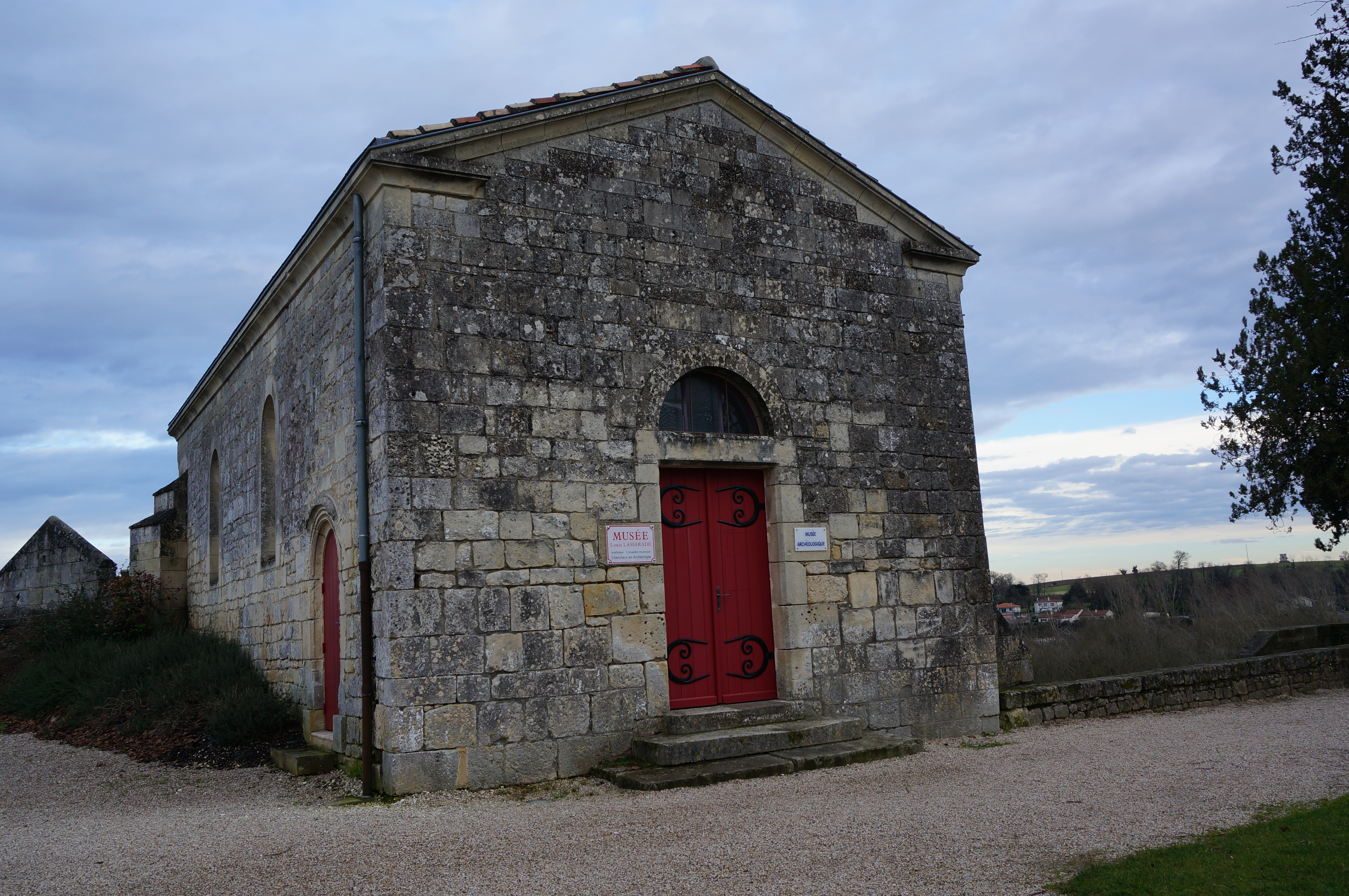
圣吉勒小教堂（法语：Chapelle Saint-Gilles de Pons）
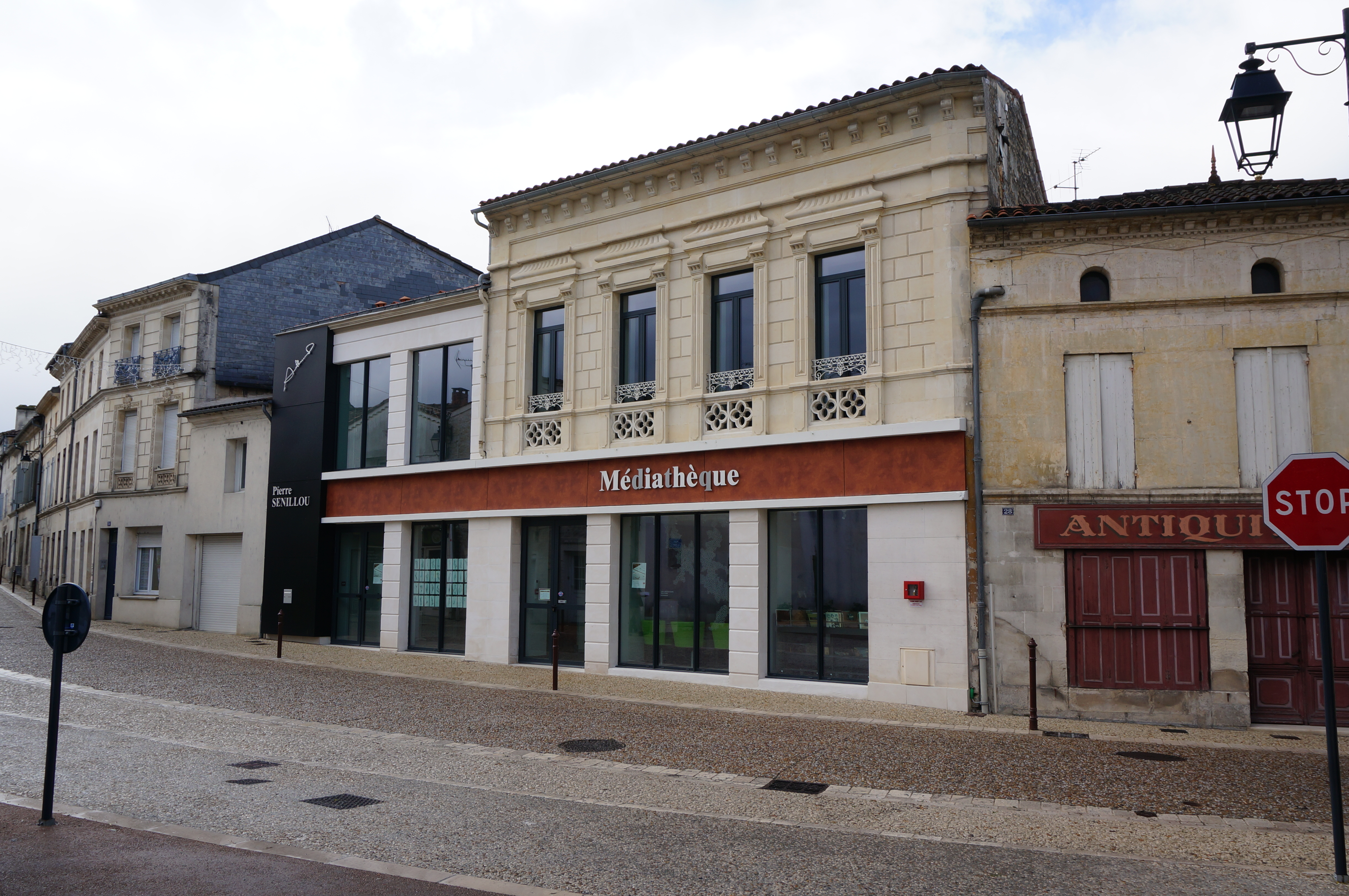
多媒体中心

### 旅游
蓬镇的旅游事务由其所属的上桑通日市镇公共社区负责。2021年，蓬镇境内共有1家酒店共计16间房间；另有3个露营地，可容纳共160辆露营车。

### 媒体
法国主要的媒体均可在蓬镇接收，法国电视三台下属的新阿基坦大区频道在部分时段播出蓬镇所属区域的地方新闻。云雀广播、蓝色法兰西拉罗谢尔广播、《西南报》等是当地主要的地方性媒体。

## 相关人物
法国作家泰奥多尔-阿格里帕·多比涅出生于蓬镇。

## 友好城市
截至2022年5月，蓬镇暂未建立任何友好城市关系。